# لم شمل عائلة لي (مسلسل)
الوئام العائلي يؤدي إلى الرخاء في جميع المساعي (بالصينية: 家和萬事興) أو لم شمل عائلة/أسرة لي (بالإنجليزية: Lee's Family Reunion) هو مسلسل درامي تايواني على قناة سانلي تايوان بُثَّ في الساعة الثامنة لعام 2010 من إنتاج شركة شنغهوا للترفيه والاتصالات المحدودة (بالصينية: 升華娛樂傳播). تم إصداره في 10 نوفمبر 2010 وانتهى في 30 نوفمبر 2011. القصة الأساسية لهذه الدراما هي "مخبز لي جي" (بالصينية: 李記餅鋪). تم إصدار النسخة عالية الدقة من "الوئام العائلي يؤدي إلى الرخاء في جميع المساعي" على قناة تلفزيون سانلي الرسمية على "YouTube "三立台劇 في 21 أکتوبر 2023.